# Mötz
Mötz est une commune autrichienne du district d'Imst dans le Tyrol.